# Dune (bande originale)
Pour les articles homonymes, voir Dune (homonymie).
Albums de Toto
Isolation
(1984) Fahrenheit
(1986)
Dune est la bande originale du film Dune réalisé par David Lynch et sorti en 1984. C'est, à ce jour, l'unique bande originale composée par le groupe Toto.

## Contexte
La bande originale instrumentale a été enregistrée par le groupe (excepté le chanteur principal Bobby Kimball), accompagné par l'Orchestre symphonique de Vienne et les chœurs de l'opéra de Vienne, conduit par Marty Paich (le père de David, claviériste du groupe). Les membres du groupe ont contribué à la composition de la musique instrumentale. Une seule pièce de la bande originale, Prophecy Theme, n'est pas de Toto, mais a été composée par Brian Eno et interprétée par lui, Roger Eno et Daniel Lanois.
La première bande originale contient des morceaux choisis provenant du film original, plus deux morceaux de dialogue du film qui servent de support pour deux titres (Prologue et The Floating Fat Man (The Baron)). Cette première édition a été éditée par Polydor Records.
Une version étendue contenant des titres supplémentaires absents de la première bande originale a été éditée en 1997 par PEG Records, un label indépendant de Polygram. Sur cette édition, plusieurs pistes additionnelles présentent des problèmes de master (créant un effet de tremblements durant ces pistes). En plus, certains extraits (particulièrement dans la seconde moitié du second CD) ont été titrés de manière incorrecte ou placés dans le mauvais ordre. Parmi les points positifs de l'album, on trouve la version du Main Title présent dans le film (alors que la première bande originale contenait une version alternative) et une version inédite du générique principal.
Toutefois, plusieurs pistes sur les deux bandes originales différent des versions entendues dans le film ou sont présentes dans un ordre non chronologique. 
- Le générique de fin, Take My Hand, ne contient pas l'orchestration que l'on peut entendre dans le film.
- Le titre Robot Fight de la bande originale est présent dans sa version cinéma, alors que la bande originale en version longue contient la version Alan Smithee / télévisuelle.
- Les titres Riding the sandworm (de la bande originale en version longue), Dune (Desert Theme), Prelude (Take My Mand), Paul Kills Feyd et Final Dream (des deux versions de la bande originale), absents du film, sont remplacés soit par d'autres titres, bien que les versions TV restaurent Paul Kills Feyd dans sa place d'origine du film et Dune (Desert Theme), destiné à être le générique de fin, a été remplacé par un morceau plus subtil, Take My Hand.

Les versions TV incluent autant que possible les musiques jamais éditées, si bien qu'une certaine confusion se créée lorsqu'une oreille attentive découvre un titre recouvert par un autre.

## Utilisations (anecdotique)
Différents morceaux (Robots Fight, Trip To Arrakis, ...) ont été utilisés pour l'émission Le Divan, d'Henry Chapier.

## Pistes
| No  | Titre                            | Durée |
| --- | -------------------------------- | ----- |
| 1.  | Prologue                         | 1:48  |
| 2.  | Main Title                       | 1:20  |
| 3.  | Robot Fight                      | 1:14  |
| 4.  | Leto's Theme                     | 1:45  |
| 5.  | The Box                          | 2:38  |
| 6.  | The Floating Fat Man (The Baron) | 1:26  |
| 7.  | Trip to Arrakis                  | 2:36  |
| 8.  | First Attack                     | 2:48  |
| 9.  | Prophecy Theme                   | 4:21  |
| 10. | Dune (Desert Theme)              | 5:32  |
| 11. | Paul Meets Chani                 | 3:05  |
| 12. | Prelude (Take My Hand)           | 1:00  |
| 13. | Paul Takes the Water of Life     | 2:52  |
| 14. | Big Battle                       | 3:08  |
| 15. | Paul Kills Feyd'                 | 1:52  |
| 16. | Final Dream                      | 1:25  |
| 17. | Take My Hand                     | 2:38  |

### Version longue
| No  | Titre                            | Durée |
| --- | -------------------------------- | ----- |
| 1.  | Prologue / Main Title            | 3:20  |
| 2.  | Guild Report                     | 0:55  |
| 3.  | House Atreides                   | 1:44  |
| 4.  | Paul Atreides                    | 2:22  |
| 5.  | Robot Fight                      | 1:23  |
| 6.  | Leto's Theme                     | 1:47  |
| 7.  | The Box                          | 2:41  |
| 8.  | The Floating Fat Man (The Baron) | 1:16  |
| 9.  | Departure                        | 1:14  |
| 10. | The Trip to Arrakis              | 2:40  |
| 11. | Sandworm Attack                  | 2:52  |
| 12. | The Betrayal / Shields Down      | 4:31  |
| 13. | First Attack                     | 2:49  |
| 14. | The Duke's Death                 | 2:06  |
| 15. | Sandworm Chase                   | 2:40  |
| 16. | The Fremen                       | 3:08  |
| 17. | Secrets of the Fremen            | 2:25  |
| 18. | Paul Meets Chani                 | 3:08  |
| 19. | Destiny                          | 2:57  |
| 20. | Riding the Sandworm              | 1:27  |
| 21. | Reunion With Gurney              | 1:42  |
| 22. | Prelude (Take My Hand)           | 1:03  |
| 23. | Paul Takes the Water of Life     | 2:52  |
| 24. | The Sleeper Has Awakened!        | 3:23  |
| 25. | Big Battle                       | 3:09  |
| 26. | Paul Kills Feyd                  | 1:55  |
| 27. | Final Dream                      | 1:26  |
| 28. | Dune (Desert Theme)              | 5:33  |
| 29. | Dune Main Title (Demo Version)   | 1:26  |
| 30. | Take My Hand                     | 2:42  |

## Composition du groupe
- Fergie Frederiksen : chant
- Bobby Kimball : chant
- Steve Lukather : guitare, chant
- David Paich : clavier et synthétiseur, chant
- Steve Porcaro : claviers, chant
- Mike Porcaro : guitare basse
- Jeff Porcaro : batterie, percussions
- Orchestre symphonique de Vienne